# Denver Nuggets 2012-2013
La stagione 2012-13 dei Denver Nuggets fu la 37ª nella NBA per la franchigia.

## Scelta draft
| Giro | Chiamata | Giocatore     | Ruolo | Nazionalità | College/Club |
| ---- | -------- | ------------- | ----- | ----------- | ------------ |
| 1    | 20       | Evan Fournier | G     | Francia     | Poitiers     |
| 2    | 38       | Quincy Miller | AG    | Stati Uniti | Baylor Bears |

### Arrivi/partenze
Mercato e scambi avvenuti durante la stagione:
Arrivi
| N° | Naz.                   | Ruolo | Sportivo         |      | Alt. |     |
| -- | ---------------------- | ----- | ---------------- | ---- | ---- | --- |
| 9  | Stati Uniti (bandiera) | GA    | Andre Iguodala   | 1984 | 198  | 94  |
| 15 | Stati Uniti (bandiera) | A     | Anthony Randolph | 1989 | 211  | 102 |
| 30 | Stati Uniti (bandiera) | AG    | Quincy Miller    | 1992 | 206  | 95  |
| 94 | Francia (bandiera)     | G     | Evan Fournier    | 1992 | 201  | 93  |

Partenze
| N° | Naz.                   | Ruolo | Sportivo        |      | Alt. |     |
| -- | ---------------------- | ----- | --------------- | ---- | ---- | --- |
| 0  | Stati Uniti (bandiera) | A     | DeMarre Carroll | 1986 | 203  | 96  |
| 5  | Spagna (bandiera)      | G     | Rudy Fernández  | 1985 | 198  | 84  |
| 6  | Stati Uniti (bandiera) | G     | Arron Afflalo   | 1985 | 196  | 98  |
| 11 | Stati Uniti (bandiera) | A     | Chris Andersen  | 1978 | 208  | 104 |
| 14 | Stati Uniti (bandiera) | A     | Troy Murphy     | 1980 | 211  | 111 |
| 17 | Stati Uniti (bandiera) | C     | Andrew Bynum    | 1987 | 213  | 113 |
| 28 | Stati Uniti (bandiera) | A     | Jason Kapono    | 1981 | 203  | 97  |

### Roster
| N° | Naz.                   | Ruolo | Sportivo         | Anno | Alt. | Peso \|\| |
| -- | ---------------------- | ----- | ---------------- | ---- | ---- | --------- |
| 1  | Stati Uniti (bandiera) | A     | Jordan Hamilton  | 1990 | 201  | 99        |
| 3  | Stati Uniti (bandiera) | G     | Ty Lawson        | 1987 | 180  | 88        |
| 8  | Italia (bandiera)      | A     | Danilo Gallinari | 1988 | 208  | 102       |
| 9  | Stati Uniti (bandiera) | GA    | Andre Iguodala   | 1984 | 198  | 94        |
| 10 | Stati Uniti (bandiera) | G     | Julyan Stone     | 1988 | 198  | 91        |
| 13 | Stati Uniti (bandiera) | A     | Corey Brewer     | 1986 | 206  | 85        |
| 15 | Stati Uniti (bandiera) | A     | Anthony Randolph | 1989 | 211  | 102       |
| 21 | Stati Uniti (bandiera) | A     | Wilson Chandler  | 1987 | 203  | 102       |
| 24 | Stati Uniti (bandiera) | G     | Andre Miller     | 1976 | 188  | 91        |
| 25 | Russia (bandiera)      | C     | Timofej Mozgov   | 1986 | 216  | 113       |
| 30 | Stati Uniti (bandiera) | A     | Quincy Miller    | 1992 | 208  | 99        |
| 34 | Stati Uniti (bandiera) | C     | JaVale McGee     | 1988 | 213  | 114       |
| 35 | Stati Uniti (bandiera) | A     | Kenneth Faried   | 1989 | 203  | 103       |
| 41 | Grecia (bandiera)      | C     | Kosta Koufos     | 1989 | 213  | 120       |
| 94 | Francia (bandiera)     | G     | Evan Fournier    | 1992 | 201  | 93        |

### Staff tecnico
- Allenatore: George Karl
- Vice-allenatori: Melvin Hunt, John Welch, Chad Iske, Ryan Bowen, Patrick Mutombo
- Preparatore fisico: Steve Hess
- Preparatore atletico: Jim Gillen

## Stagione

### Classifica

#### Northwest Division
|    | Classifica          | V  | P  | %    | GB |
| -- | ------------------- | -- | -- | ---- | -- |
| 1. | Oklahoma Thunder    | 60 | 22 | 73,2 | -  |
| 2. | Denver Nuggets      | 57 | 25 | 69,5 | 3  |
| 3. | Utah Jazz           | 43 | 39 | 52,4 | 17 |
| 4. | Portland T. Blazers | 33 | 49 | 40,2 | 27 |
| 5. | Minnesota T'wolves  | 31 | 51 | 37,8 | 29 |